# Huntiglennia williamsi
Huntiglennia williamsi är en spindelart som beskrevs av Zabka, Gray 2004. Huntiglennia williamsi ingår i släktet Huntiglennia och familjen hoppspindlar. Inga underarter finns listade i Catalogue of Life.